# Chalcis visellus
Chalcis visellus är en stekelart som beskrevs av Walker 1846. Chalcis visellus ingår i släktet Chalcis och familjen bredlårsteklar.
Artens utbredningsområde är Sierra Leone. Inga underarter finns listade i Catalogue of Life.